# Chiesa di San Salvatore (Genova)
La chiesa del Santissimo Salvatore, popolarmente detta di San Salvatore è un ex edificio religioso del centro storico di Genova, situato in piazza Sarzano, nel quartiere del Molo. Adiacente all'ex complesso conventuale di Sant'Agostino, la chiesa, sconsacrata dopo i gravi danni causati dai bombardamenti della seconda guerra mondiale, è stata completamente ristrutturata per ospitare l'aula magna della facoltà di architettura dell'Università di Genova, che ha sede poco distante, nell'area dell'ex monastero di San Silvestro. Per la sua capienza (può accogliere fino a 340 spettatori) è talvolta utilizzata anche come sede per concerti.

## Storia

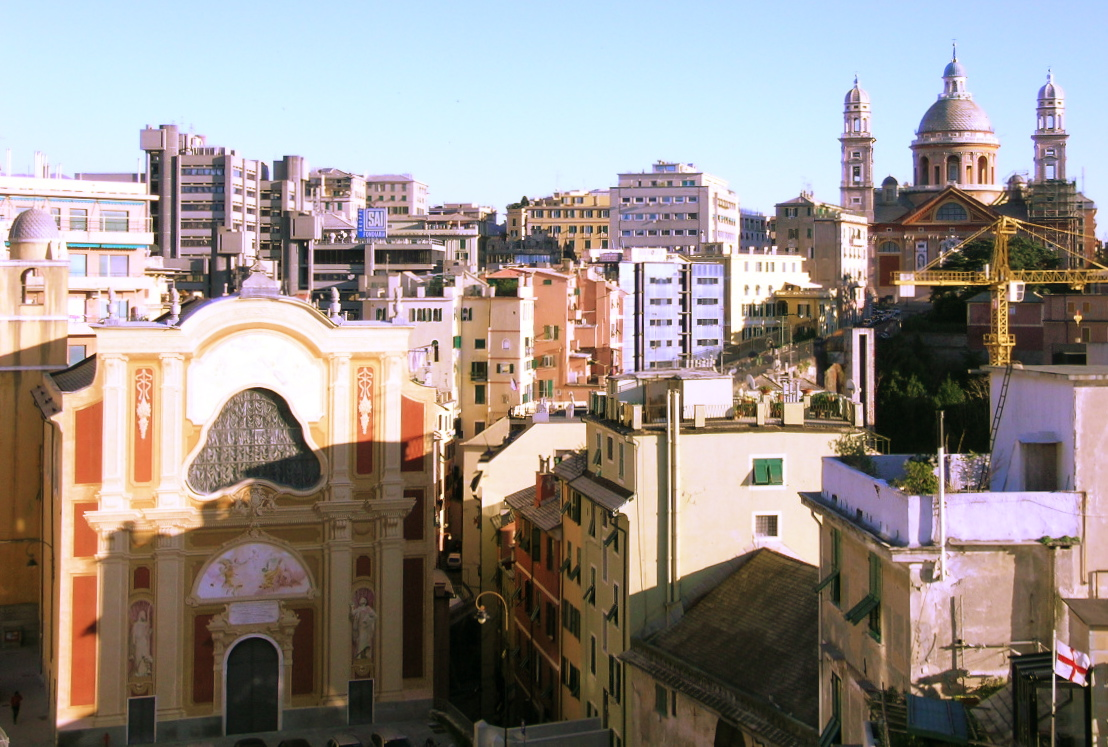
Panoramica su piazza Sarzano, a sinistra la chiesa di San Salvatore e a destra, sullo sfondo, la basilica dell'Assunta di Carignano.

L'atto di fondazione della chiesa risale al gennaio dell'anno 1141, quando i consoli di Genova Guglielmo Malocello ed Oberto Della Torre concedettero ad un certo prete Ansaldo, dei Canonici Regolari della Congregazione di San Rufo che avevano sede presso la chiesa di San Nicolò di Capodimonte di Camogli, "14 tavole di terra" per la costruzione di una chiesa nel campo di Sarzano, che all'epoca era l'unica vera piazza entro le mura cittadine, sede di mercati, tornei cavallereschi, manifestazioni pubbliche e delle processioni delle casacce; nell'atto era stabilito che la nuova chiesa fosse tributaria in perpetuo alla cattedrale, fissando un canone simbolico di un denaro ed una candela da versare annualmente il giorno di Natale.
A seguito di quanto stabilito fu costruita la chiesa, in stile romanico a tre navate; il fondatore ottenne l'investitura a rettore ma alla sua morte nacque una lunga controversia tra i religiosi della congregazione di San Rufo, a cui egli apparteneva, e il capitolo metropolitano: in un primo tempo l'arcivescovo Ugone della Volta, incaricato dal papa Alessandro III, assegnò la chiesa ai canonici di San Rufo ma nel 1182 la stessa fu invece affidata al capitolo della cattedrale, decisione confermata da papa Urbano III quattro anni dopo, il 22 dicembre 1186. La chiesa è citata per la prima volta come parrocchiale in documenti del 1191.
Nel 1653 la chiesa fu completamente ricostruita in stile barocco grazie ad un finanziamento dei fratelli Andrea e Bartolomeo Costa. Questa data, tradizionalmente accettata dagli storici, sarebbe contraddetta da un documento d'archivio scritto da un rettore del tempo, che anticiperebbe la ricostruzione al 1611, sulla base di progetti di ampliamento presentati fin dal 1578. Con questa ricostruzione le tre navate furono allungate ed unite in un'unica grande aula; il campanile, eretto nello stesso periodo, venne in seguito restaurato e le sue campane aumentate a cinque. Il bombardamento navale francese del 1684 provocò il crollo del soffitto. Nel 1692 ebbe l'organo, poi riformato e arricchito nel 1844. Tra il 1771 e il 1773 subì un radicale restauro e venne consacrata il 19 dicembre 1773 dall'arcivescovo Giovanni Lercari, che la elevò al titolo di prepositura.
Nel 1809 incorporò la vicina parrocchia di Santa Croce, soppressa dall'arcivescovo Giuseppe Maria Spina, della quale incamerò anche i beni: da allora la parrocchia ha assunto la denominazione di "San Salvatore e Santa Croce". Nella chiesa vennero battezzati il celebre violinista Niccolò Paganini e il pittore Gioacchino Assereto.
Durante la seconda guerra mondiale, nel 1942, la chiesa fu incendiata e parzialmente distrutta da un bombardamento aereo, e rimase per decenni in rovina, finché, nell'ambito dei lavori per la costruzione della sede della facoltà di Architettura dell'Università di Genova sull'area del distrutto convento di San Silvestro in stradone Sant'Agostino, anche la ormai ex chiesa di San Salvatore, acquistata dall'università, è stata completamente ristrutturata, su progetto di Luciano Grossi Bianchi, per ospitare l'aula magna del complesso universitario. Oltre alle attività della facoltà, ospita anche iniziative congressuali culturali legate alle attività dell'Osservatorio Urbano Permanente del comune di Genova, creato per promuovere iniziative di risanamento e valorizzazione del centro storico. La prima fase di restauro è stata completata nel 1992, riportando l'edificio allo stato precedente il bombardamento, per arrestarne il degrado, contribuendo indirettamente al risanamento architettonico della piazza. I restauri hanno anche riportato alla luce alcuni resti del paramento dell'originaria chiesa romanica.
Dopo la distruzione e la conseguente sconsacrazione della chiesa, le attività della parrocchia, che ha conservato il titolo di "San Salvatore e Santa Croce", proseguono tuttora nell'adiacente oratorio di Sant'Antonio Abate.

## Descrizione

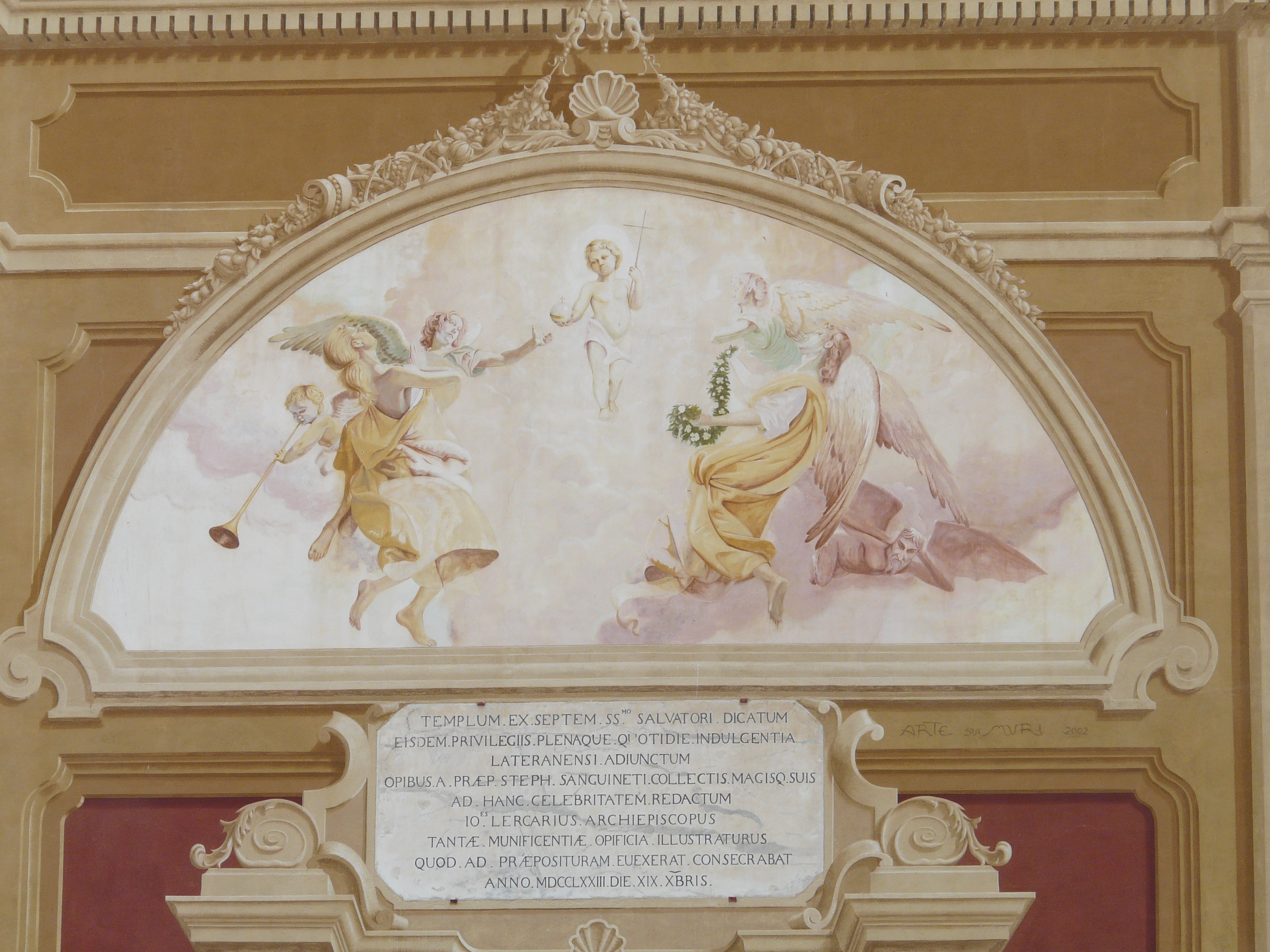
L'affresco della lunetta e la lapide commemorativa della consacrazione della chiesa

Dal punto di vista architettonico, pur essendo stata la parrocchia più popolosa del centro storico, la chiesa ha sempre avuto un aspetto modesto e non ha mai posseduto un ricco corredo di opere d'arte.
Nella lunetta sopra al portale d'ingresso si trovava un affresco di Giuseppe Paganelli, realizzato in occasione della consacrazione della chiesa nel 1773 ed una lapide commemorativa dell'evento. L'affresco, come tutta la decorazione della facciata, fu distrutto dell'incendio del 1942 e rifatto durante i restauri del 1992. In alto si apre un grande finestrone settecentesco. Il resto della facciata venne dipinta nell'Ottocento con motivi architettonici affrescati. Questa decorazione non piacque ad alcuni contemporanei, che espressero anche giudizi sferzanti, come quello, attribuito allo Spotorno, fatto proprio dal Casalis nel suo "Dizionario geografico, storico, statistico, commerciale degli stati di S. M. il Re di Sardegna" (… fu dipinta al di fuori come l'interno d'una bottega da parrucchiere); la facciata all'inizio del Novecento era in cattive condizioni e fu ridipinta nel 1926, ma queste nuove decorazioni scomparvero a causa dell'incendio seguito al bombardamento, in cui andarono perdute anche le opere d'arte della chiesa. Nel corso dei restauri del 1992 è stata ripristinata l'intera decorazione esterna.
L'interno, ad una sola navata, con quattro cappelle su ogni lato, fu affrescato nella volta del presbiterio e del coro da Ventura Salimbeni, ma degradatisi nel tempo questi affreschi vennero ritoccati, non troppo felicemente, secondo autori dell'epoca, da modesti pittori ottocenteschi. Un altro affresco del Salimbeni si trovava nella sagrestia. Alle pareti della navata si trovavano sei medaglioni affrescati di Carlo Alberto Baratta (1799) e uno grande nella volta centrale, opera di Federico Peschiera (1848) ma oggi la maggior parte della decorazione, danneggiata dagli eventi bellici, non è più leggibile.
Nella chiesa erano conservati anche alcuni dipinti, andati perduti: Nostra Signora di Montallegro di Giuseppe Palmieri, Adorazione dei Magi di G.B. Perolli, stretto collaboratore di G.B. Castello, Daniele nella fossa dei leoni di Giuseppe Isola e San Camillo di Domenico Piola.